# دييغو جالو
دييغو جالو (14 يناير 1984 بدياديما، ساو باولو في البرازيل - ) هو لاعب كرة قدم برازيلي في مركز الدفاع. لعب مع نادي أروكا ونادي أونياو دا ماديرا ونادي تونديلا وU.D. Oliveirense ‏ وMisto Esporte Clube ‏ ورابطة فلامينغو الرياضية ‏ وFlamengo Sport Club de Arcoverde ‏ ونادي أوزفالدو كروز وLemense Futebol Clube ‏.

## روابط خارجية
- دييغو جالو على موقع قاعدة بيانات كرة القدم.إي يو (الإنجليزية)
- دييغو جالو على موقع Soccerway.com (الإنجليزية)
- دييغو جالو على موقع AS.com (الإسبانية)